# Johnny Cooper
Johnny Cooper (* 11. September 1988 in Phoenix, Arizona) ist ein US-amerikanischer Country- und Rockmusiker, der dem Genre der – aus Oklahoma stammenden – Red-Dirt-Musik angehört.

## Leben
Johnny Cooper wurde am 11. September 1988 in Phoenix, Arizona als Sohn einer Choreografin und eines Nachtklubbesitzers geboren. Im Jahr 1992 zog die Familie nach Texas, wo er in Wichita Falls große Teile seiner Kindheit verbrachte. In jungen Jahren spielte er Schlagzeug, später lernte er das Gitarrespielen. Seit seinem 16. Lebensjahr tritt er regelmäßig auf.
Im Jahr 2004 eröffnete er – noch als Schüler – einen Auftritt der etablierten Red Dirt-Band The Great Divide. Zusammen mit den Mitgliedern der Band A.A. Bottom gründete er die Johnny Cooper Band, bestehend aus Jason Brown, Cody Shaw und Randy Burch. In dieser Besetzung nahm er auch sein erstes Album Live at the Pub auf, das erstmals im Jahr 2005 erschien und 2006 bei den Oklahoma Music Awards als beste Live-CD des Jahres ausgezeichnet wurde.
Im folgenden Jahr brachte er sein Studiodebüt Ignition heraus, das von Mike McClure produziert wurde. Im Mai 2007 wurde es von der Smith Music Group wiederveröffentlicht; zudem erreichten vier der Songs Platz 1 der Texas Music Charts. Insgesamt wurde Ignition etwa 25.000-mal verkauft.
Sein zweites Studioalbum Follow, mit dem ihm erstmals der Einzug in die offiziellen Charts des Billboard-Magazins gelang, folgte 2009. Im Jahr 2011 veröffentlichte er sein zweites Livealbum Live at the Pub II, das Platz 63 der Billboard-Country-Charts erreichte. Im Sommer 2013 kam die EP Red Sessions auf den Markt, die fünf neue Titel enthielt.

## Diskografie

### Alben
- 2005: Live at the Pub
- 2006: Ignition
- 2009: Follow
- 2011: Live at the Pub II
- 2017: Johnny Cooper

### EPs
- 2013: Red Sessions
- 2016: Sidecar (mit Justin Ross)

### Singles
- 2014: Thank You